# Gentse Strop
Gentse Strop is een Belgisch bier. Het bier wordt gebrouwen door Brouwerij Roman te Oudenaarde.

## Achtergrond
De naam “Gentse Strop” verwijst naar de bijnaam van de Gentenaars: stroppendragers. Deze bijnaam komt van de vernedering van de Gentenaars door keizer Karel V die hen met een strop door de stad liet gaan omdat ze in opstand kwamen tegen een door hem opgelegde belasting. Het bier is het laatste meesterwerk van brouwmeester Jef Snauwaert, die er na 40 jaar dienst bij Brouwerij Roman en 2 jaar voorbereiding zijn carrière mee afsluit.

## Het bier
Gentse Strop is een blond bier van hoge gisting met hergisting op de fles met een alcoholpercentage van 6,9%. Het werd gelanceerd op 16 juli 2011 bij de start van de 168ste editie van de Gentse Feesten.